# Empalme Olmos
Empalme Olmos és un municipi de l'Uruguai ubicat al sud del departament de Canelones. Es troba a l'encreuament de la ruta 8 amb les rutes 82 i 34, 6 quilòmetres al nord-est de la ciutat de Pando.
Va rebre la categoria de «poble» (pueblo) el 3 de novembre de 1952 pel decret de llei 11.877.

## Població
Segons les dades del cens de l'any 2004, Empalme Olmos tenia 5.497 habitants.
| Any  | Població |
| ---- | -------- |
| 1963 | 1.973    |
| 1975 | 2.108    |
| 1985 | 3.144    |
| 1996 | 3.815    |
| 2004 | 5.497    |

Font: Institut Nacional d'Estadística de l'Uruguai

## Govern
L'alcalde d'Empalme Olmos amb data del 2008 és Ricardo Rodríguez (Front Ampli).